# محوطه جین‌دره‌سی
محوطه جین دره سی مربوط به دوره اشکانیان - دوره ساسانیان است و در شهرستان کوثر، بخش مرکزی، دهستان سنجبد شمالی، روستای خلفلو واقع شده و این اثر در تاریخ ۲۶ اسفند ۱۳۸۷ با شمارهٔ ثبت ۲۵۸۲۷ به‌عنوان یکی از آثار ملی ایران به ثبت رسیده است.